# برج بغداد
برج بغداد (نام پیشین: برج فرامرزی صدّام/برج بین‌المللی صدام) یک برج ۲۰۵ متری مخابراتی در بغداد است. این برج در سال ۱۹۹۴ افتتاح شد و به جای یک برج مخابراتی نابود شده در جنگ خلیج فارس است. یک رستوران گردان و سکوی مشاهده در طبقه بالا دارد. پس از حمله به عراق در سال۲۰۰۳، این برج توسط سربازان آمریکایی اشغال شده بود و تغییر نام داده شد.